# قره‌کاظم‌لی
قره‌کاظم‌لی (به ترکی آذربایجانی: Qarakazımlı) یک منطقه مسکونی در جمهوری آذربایجان است که در شهرستان جلیل‌آباد واقع شده است. قره‌کاظم‌لی ۸۳۱ نفر جمعیت دارد.